# 阪神高速13号東大阪線
阪神高速13号東大阪線（はんしんこうそく13ごう ひがしおおさかせん、Route 13 Higashi-Osaka Line）は、大阪府大阪市中央区から東大阪市の第二阪奈道路へ至る阪神高速道路の路線。

## 概要
ほぼ全線が中央大通の上を走る。1号環状線の内側の船場付近（信濃橋出入口・本町出口間）では船場センタービル上を走る構造になっている。
ほぼ一直線の道路であるが起伏が多い。特に法円坂一丁目あたりは難波宮の遺跡があることから遺跡保護のため高架とせずわざと平地にしている。また、阪神高速の南北を同一平面で中央大通が挟んでいる。
出口は一般的に左側車線から分岐して設置されることが多いが、東行きの中野と水走の出口は右側車線から分岐している。そのため、これらの出口付近が渋滞すると本線車道の走行車線ではなく追越車線が渋滞しがちになる。
西石切ランプが、阪奈トンネルのすぐ西にあるため、奈良方面から第二阪奈道路を走行すると、阪奈トンネルを出たらすぐに本道に入る形となる。

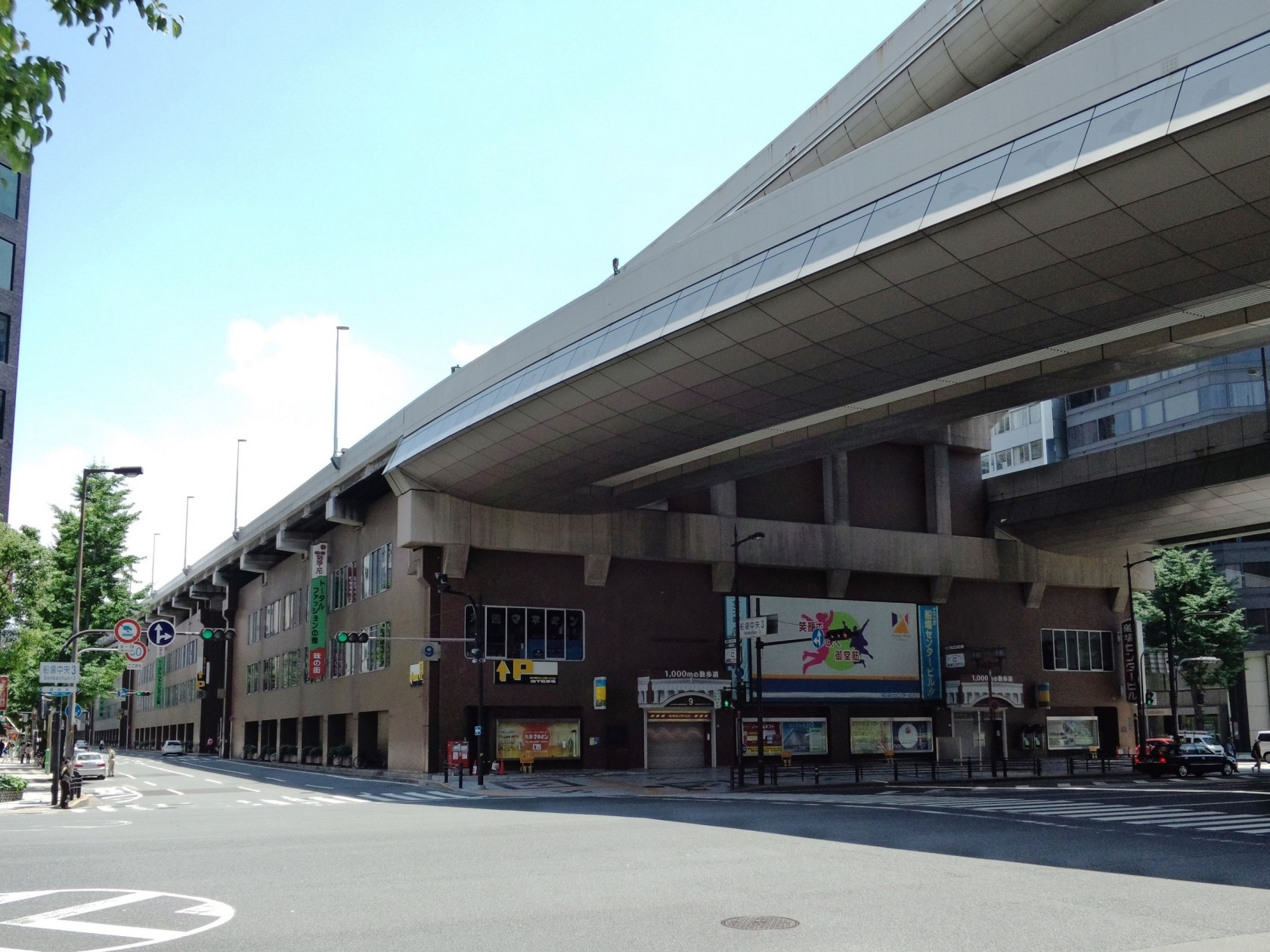
船場センタービル上に設置された区間。地表面は中央大通（2014年5月撮影）
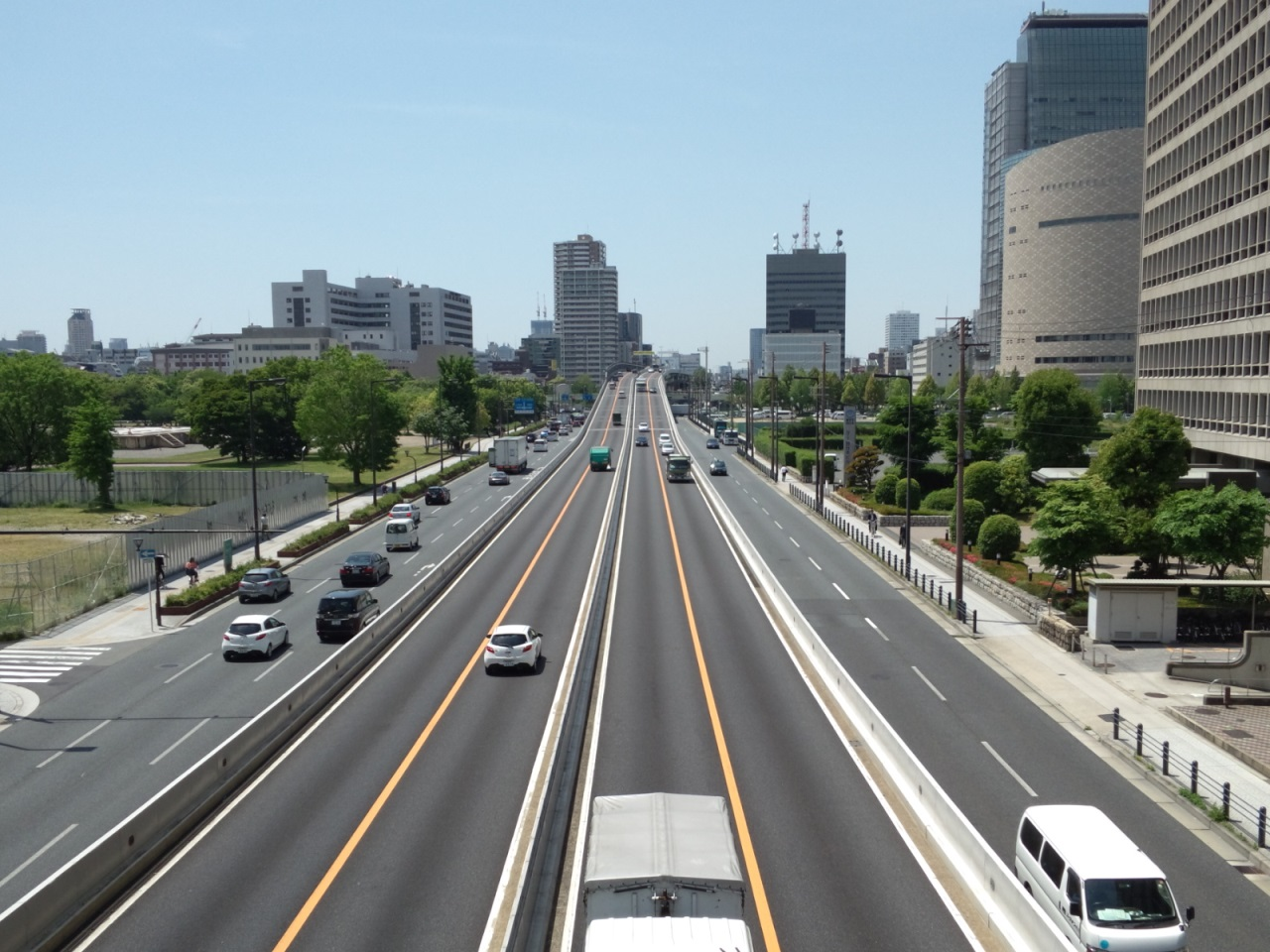
地表面に設置された区間。両側は一般道路の中央大通（2014年5月撮影）

## 路線名
- 大阪府道高速大阪東大阪線（全線、阪神高速16号大阪港線も含まれる）
- 一般国道163号（東大阪線）（東大阪JCT以東、2019年4月1日以降）

## 出入口など
- 並行する中央大通（高井田出入口 - 水走出入口は国道308号）と東大阪荒本出口（大阪市内方面からの出口）を除く各出入口で接続している。
- 全線大阪府内に所在。

| 出入口 番号                        | 施設名           | 接続路線名            | 起点 から (km)     | 備考                   | 所在地        |
| ---------------------------------- | ---------------- | --------------------- | ------------------ | ---------------------- | ------------- |
| 16号大阪港線 泉佐野・神戸方面      |                  |                       |                    |                        |               |
| -                                  | 西船場JCT        | 1号環状線             | 0.0                |                        | 大阪市 中央区 |
| -                                  | 東船場JCT        | 1号環状線             | 1.2                |                        | 大阪市 中央区 |
| 13-01                              | 法円坂出入口     |                       | 1.8                | 環状線方面出入口       | 大阪市 中央区 |
| 13-02                              | 森之宮出入口     | 3.0                   | 奈良方面出入口     |                        | 大阪市 中央区 |
| 13-03                              | 高井田出入口     |                       | 6.1                | 大阪市内方面出入口     | 東大阪市      |
| -                                  | 長田TB           | -                     | 8.3                | 大阪市内方面           | 東大阪市      |
| 13-04                              | 長田出入口       |                       | 8.3                | 大阪市内方面出入口     | 東大阪市      |
| 13-05                              | 東大阪JCT        | E26 近畿自動車道      | 9.2                |                        | 東大阪市      |
| 13-06                              | 東大阪荒本出口   | 府道2号大阪中央環状線 | 9.2                | 大阪市内方面からの出口 | 東大阪市      |
| 13-06                              | 東大阪荒本出入口 |                       | 9.2                | 奈良方面出入口         | 東大阪市      |
| 13-07                              | 中野出入口       | 10.1                  | 大阪市内方面出入口 |                        | 東大阪市      |
| 13-08                              | 水走出入口       | 石切方面              | 12.2               | 大阪市内方面出入口     | 東大阪市      |
| E92 国道163号第二阪奈道路 奈良方面 |                  |                       |                    |                        |               |

## 歴史
- 1970年（昭和45年）3月8日 : 西横堀 - 法円坂が開通。
- 1974年（昭和49年）11月21日 : 森ノ宮 - 長田が開通。
- 1978年（昭和53年）3月25日 : 法円坂- 森ノ宮が開通（難波宮跡の発掘などで開通が遅れる。遺跡保護のため、この区間は平面道路となる）[1]。
- 1983年（昭和58年）12月7日 : 長田 - 東大阪JCTが開通し、近畿自動車道に接続。
- 1987年（昭和62年）3月4日 : 東大阪JCT - 水走が開通。
- 1997年（平成9年）4月23日 : 水走 - 西石切が開通し全線開通。第二阪奈有料道路に接続。

## 道路情報ラジオ
- 森ノ宮（法円坂 - 高井田）
- 長田（高井田 - 東大阪JCT）

阪神高速の道路情報ラジオの冒頭は「こちらは阪神高速路側○○（局名）です。午前（午後）○○時○○分現在の道路情報をお知らせします。」と放送される。

## 車線・最高速度
| 区間                   | 車線 上下線=上り線+下り線 | 最高速度 |
| ---------------------- | ------------------------- | -------- |
| 西船場JCT - 法円坂付近 | 6=3+3                     | 60km/h   |
| 法円坂付近 - 森之宮    | 4=2+2                     | 50km/h   |
| 森之宮 - 水走          | 4=2+2                     | 60km/h   |

## 交通量
24時間交通量（台）　道路交通センサス
| 区間                                    | 平成17（2005）年度 | 平成22（2010）年度 | 平成27（2015）年度 |
| --------------------------------------- | ------------------ | ------------------ | ------------------ |
| 西船場JCT - 東船場JCT                   | 145,894            | 132,837            | 128,020            |
| 東船場JCT - 法円坂出入口                | 145,894            | 96,474             | 97,472             |
| 法円坂出入口 - 森之宮出入口             | 101,462            | 83,403             | 80,686             |
| 森之宮出入口 - 高井田出入口             | 101,462            | 94,599             | 92,731             |
| 高井田出入口 - 長田出入口               | 101,462            | 81,846             | 80,988             |
| 長田出入口 - 東大阪JCT/東大阪荒本出入口 | 101,462            | 62,047             | 63,320             |
| 東大阪JCT/東大阪荒本出入口 - 中野出入口 | 58,097             | 65,331             | 63,317             |
| 中野出入口 - 水走出入口                 | 58,097             | 50,978             | 49,480             |

（出典：「平成22年度道路交通センサス」・「平成27年度全国道路・街路交通情勢調査」（国土交通省ホームページ）より一部データを抜粋して作成）
- 令和2年度に実施予定だった交通量調査は、新型コロナウイルスの影響で延期された[2]。

阪神高速13号東大阪線は奈良と大阪の中心部を最短で結んでいる関係上交通量がかなり多く平日の朝の時間帯は東船場ジャンクションを先頭にした渋滞が頻発しており酷いときは水走付近まで渋滞が伸びる。